# ABC Futebol Clube
ABC Futebol Clube é uma associação esportiva brasileira do estado do Rio Grande do Norte.
Foi fundada como clube de futebol por um grupo de jovens natalenses no dia 29 de junho de 1915, no bairro da Ribeira, na cidade de Natal. O clube potiguar disputou 14 vezes a elite do futebol nacional (Campeonato Brasileiro Série A), é o maior campeão do mundo de acordo com o Guinness World Records (Guinness Book), é campeão brasileiro da Série C (conquistado em 2010 no seu estádio, o "Frasqueirão") e decacampeão potiguar (entre os anos de 1932 e 1941 - recorde brasileiro dividido com o América-MG).
Em 2020, com a 56° conquista do estadual, o ABC tornou-se o clube de futebol detentor do recorde mundial de mais títulos numa mesma competição, superando o Rangers, da Escócia, que possui 55 campeonatos escoceses. Atualmente, o elefante possui 57 títulos do Campeonato Potiguar.
O seu maior rival é o América, protagonizando o chamado Clássico Rei com a equipe alvirrubra.
Trata-se também de um dos dois clubes do Rio Grande do Norte, e um dos poucos da Região Nordeste, a possuir estádio próprio, o Frasqueirão, que foi construído com o objetivo de ser a nova casa do clube, sendo inaugurado em 22 de janeiro de 2006, com capacidade atual para cerca de 18.000 espectadores.
É o clube potiguar que mais recebeu apostas de Time do Coração na loteria Timemania, da Caixa Econômica Federal, nos anos de 2009, 2010, 2011, 2012, 2013 e 2014, 2015, 2016 e 2017.
O historiador potiguar Luís da Câmara Cascudo chegou a criar uma frase antológica sobre o time:
| “ | "Numa cidade chamada Natal existe um povo chamado ABC." | ” |
|   | — Câmara Cascudo.                                       |   |

Em 21 de julho de 2008 foi sancionada na cidade de Natal a Lei n. 9.107/2008, na qual fica definido que no dia 29 de junho de cada ano será comemorado o "Dia do ABC Futebol Clube", homenageando, dessa maneira, a data de fundação da equipe.

## História
No dia 29 de junho de 1915, mais precisamente às 13 horas, jovens natalenses reuniram-se na avenida Rio Branco, aos fundos do Teatro Carlos Gomes, hoje Alberto Maranhão, para decidir sobre a criação da primeira equipe de futebol do Rio Grande do Norte. A reunião para oficializar a fundação do clube ocorreu na residência do coronel Avelino Alves Freire - respeitado comerciante e presidente da Associação Comercial do RN.
A primeira providência do encontro foi a de escolher um nome para a agremiação que nascia. E, por sugestão do sócio - fundador José Potiguar Pinheiro, o primeiro clube do RN adotou o nome de ABC Futebol Clube, aprovado por unanimidade. O conjunto de letras ABC prestou uma justa homenagem ao pacto de amizade fraternal, amparado diplomaticamente pelos países Argentina, Brasil e Chile, que visava a cooperação mútua entre esses três países e fora sacramentada com a assinatura do Pacto do ABC, cujas letras fazem referência às iniciais dos três países.
Ainda ficou decidido, por proposta do filho do coronel Avelino Freire, João Emílio Freire, que as cores preto e branco seriam adotadas como oficias pelo clube a partir daquele momento.
Depois disso, foi a hora de eleger os homens que teriam a honra de participar da primeira diretoria do alvinegro. E ela foi assim composta: João Emílio Freire—presidente, José Potiguar Pinheiro—vice-presidente, Manoel Dantas Moura—1º secretário, Solon Rufino Aranha—2º secretário, Avelino Freire Filho—tesoureiro, e José dos Santos—diretor de esportes. Esses valorosos homens ficaram à frente do ABC, no período de 29 de junho de 1915 a 3 de junho de 1916.
Uma curiosidade muito importante e que é interessante de ser destacada é o fato de que embora tenha sido fundado em 1915, o ABC Futebol Clube só adquiriu personalidade jurídica a partir de 13 de dezembro de 1927, quando a Liga de Futebol registrou seus estatutos. Todavia, o clube, assim como seus torcedores consideram o nascimento do mesmo no ano de 1915.
Os pesquisadores do futebol no RN consideram como a primeira partida disputada em solo potiguar, o ABC x América de Natal que foi jogado no dia 26 de setembro de 1915, num campo improvisado onde hoje fica a praça Pedro Velho (praça Cívica), na época chamada de Vila Cincinati. Os dois clubes haviam sido fundados poucas semanas antes. O resultado foi uma goleada do ABC por 4 x 1, gols de Mousinho (2), Bigois e Nóbrega para o ABC. Para o América-RN, marcou Neco. O time do ABC foi formado com Avelino, Batalha e Borges, Cabral, Paraguai e Freire, Bigois, Moacir, Mousinho, Nóbrega e Moura. O América com Oscar Siqueira, Lélio e Gato, Carvalho, Gallo e Barros, Antônio, Carlos Siqueira, Neco, Garcia e Pipiu. O Árbitro da partida foi Júlio Meira e Sá, auxiliado pelos bandeiras Manoel Gomes e Aguinaldo Fernandes. Vale salientar que o ABC, nesse jogo, atuou com o time reserva (segundo quadro como era chamado), enquanto que o América com a sua equipe principal (primeiro quadro).
Entretanto, há indícios de que teria ocorrido uma partida entre o ABC e outro clube da capital potiguar, o Natal E.C. (hoje extinto), no mesmo Campo da Praça Pedro Velho em 19 de setembro de 1915, com um placar de impressionantes 13 a 1 a favor do ABC, ou seja, este seria, de fato, o primeiro jogo de futebol disputado no Rio Grande do Norte.
Entre os anos de 1932 e 1941, o ABC conseguiu montar grandes times, e, dessa forma, sagrou-se decacampeão potiguar, feito nunca antes conquistado por um time do Rio Grande do Norte. E, no cenário nacional, igualou-se ao América-MG, ou seja, além de ser o clube com o maior número de conquistas estaduais em termos absolutos, o ABC detém o recorde de títulos de forma consecutiva.
Contudo, nenhum jogador alvinegro participou de todas estas conquistas. O que conseguiu ganhar mais títulos estaduais no Rio Grande do Norte foi Mário Crise, que jogou pelo clube entre os anos de 1929 e 1938, conseguindo dessa forma 9 títulos.
No ano de 1959, surgia no cenário brasileiro a primeira competição de âmbito nacional. Era a Taça Brasil. Competição que reunia os maiores clubes de cada federação com o objetivo de disputar o título mais cobiçado da época. Além disso, o campeão e o vice da competição conseguiam o direito de disputar a Copa Libertadores da América, que teve sua origem no Congresso da Confederação Sul-Americana de Futebol (CONMEBOL) realizado no Rio de Janeiro em 1958.
Nesse contexto ficou definido que a Federação Norte-rio-grandense de Futebol, assim como as demais, teria o direito de indicar um participante por ano para a disputa da Taça Brasil. Dessa forma, o ABC Futebol Clube, por ter vencido o estadual, teve a honra de ser a primeira equipe a representar o Rio Grande do Norte em uma competição nacional e, além dessa participação, o ABC disputou a competição mais seis vezes, até ela ser definitivamente extinta no ano de 1968.
Em 1972, quando disputava o Campeonato Brasileiro, promovido pela então CBD (Confederação Brasileira de Desportos) hoje CBF, o ABC foi punido com dois anos de suspensão por ter incluído em sua equipe dois jogadores sem a devida regularização junto à Confederação (fato que nos dias atuais gera a perda de "apenas" três pontos), foram eles os atletas Rildo e Marcílio, em um jogo contra a equipe do Botafogo.
Devido ao fato de não poder atuar em competições nacionais, a única saída para o clube potiguar foi realizar uma excursão no exterior. Após um início irregular, o time engrenou e conseguiu ficar invicto nos 14 últimos jogos da série. Seleções como a da Romênia, Somália, Etiópia e Líbano sofreram nos pés de craques como Sabará, Maranhão, Alberí, Telino, Danilo Menezes e Jorge Demolidor. Foram mais de 100 dias jogando em gramados da Europa, Ásia e África. Resultado: 24 jogos, 7 vitórias, 12 empates e 5 derrotas.
Após retornar, no dia 18 de dezembro de 1973, o ABC enfrentou mais uma vez uma equipe estrangeira em um jogo amistoso. Agora era a vez da União Soviética encarar o time alvinegro que, depois de 105 dias poderia reencontrar sua torcida em um Machadão lotado. E apesar do empate em 2 x 2, (gols de Alberi e Demolidor para o time de Natal, Onishenko e Fedetov para os vermelhos) os moradores da cidade saíram em festa pela volta do clube do coração após tanto tempo.

### Jogos da Campanha ABCdista no Exterior[15]
| ABC | 1–0 | Fenerbahçe                 |  |
| ABC | 2–3 | Altay                      |  |
| ABC | 0–0 | Vestel Manisaspor          |  |
| ABC | 0–2 | Panathinaikos              |  |
| ABC | 0–0 | Kastoria                   |  |
| ABC | 1–1 | Romênia                    |  |
| ABC | 3–3 | Argeş Piteşti              |  |
| ABC | 0–1 | Craiova                    |  |
| ABC | 0–4 | Rapid București            |  |
| ABC | 0–2 | Constanza                  |  |
| ABC | 1–0 | Željezničar Sarajevo       |  |
| ABC | 0–0 | Iskra Bugojno              |  |
| ABC | 0–0 | Bor                        |  |
| ABC | 1–1 | Líbano                     |  |
| ABC | 6–2 | Etiópia (seleção de novos) |  |
| ABC | 0–0 | Etiópia                    |  |
| ABC | 3–0 | Horseed                    |  |
| ABC | 4–0 | Kifnave                    |  |
| ABC | 1–1 | Somália                    |  |
| ABC | 2–0 | Uganda                     |  |
| ABC | 0–0 | Express                    |  |
| ABC | 4–0 | Arms                       |  |
| ABC | 1–1 | Norogoró                   |  |
| ABC | 0–0 | Tanzânia                   |  |

O clube já enfrentou a Seleção Brasileira, foi em dezembro de 1979 no Estádio Machadão, a partida terminou 1x0 para o Brasil, o árbitro da partida foi Antônio Lira. Time do ABC: Carlos Augusto, Tito, Domício, Cláudio Oliveira e Joel, Baltazar, Noé e Danilo Menezes, Paulinho, Lula e Berg. Seleção Brasileira: Luiz Henrique, Edson, Vagner, Rodney e João Luiz, Victor, Cléo e Cristóvão, Mica, Silva e Cléver.

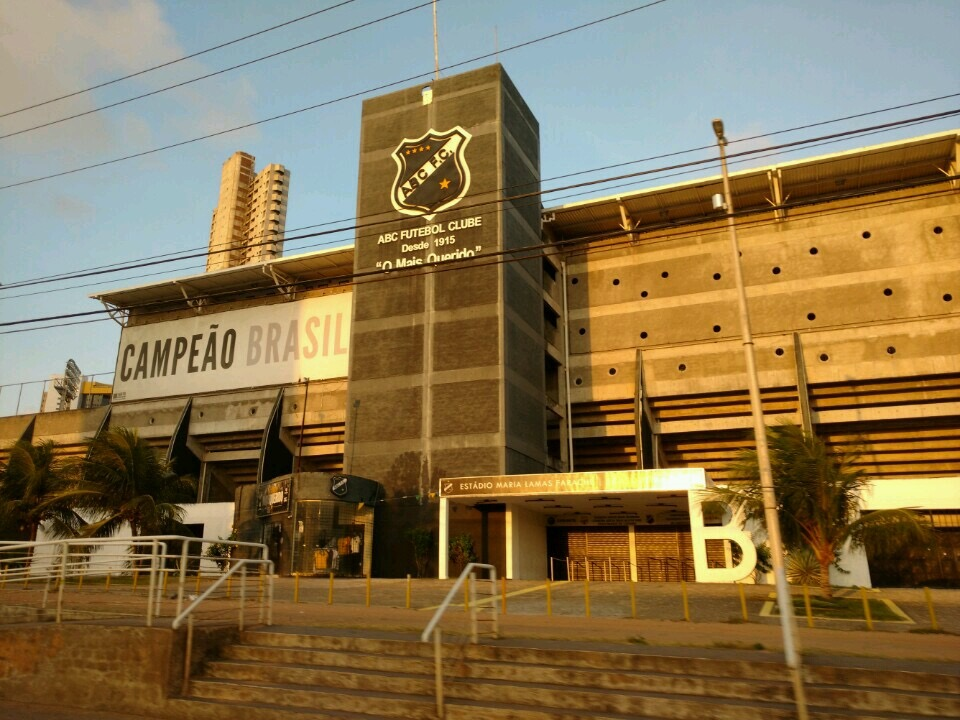
Estádio Maria Lamas Farache, popularmente conhecido como Frasqueirão

O estádio Maria Lamas Farache, conhecido popularmente como Frasqueirão, foi sem dúvidas um divisor de águas na história do mais querido. Inaugurado no dia 22 de janeiro de 2006, após cinco anos de obras, veio concretizar um sonho da torcida alvinegra: ter uma casa própria. A partir da sua construção o clube conseguiu dar uma reviravolta em pouco tempo. Mesmo não tendo conseguido participar de nenhuma divisão do campeonato brasileiro no ano de estreia do estádio, o clube do povo colecionou glórias nos anos que se seguiram.
Já no ano seguinte, 2007, ocorreu uma vitória muito importante do ABC sobre seu maior rival, o América de Natal, em que Wallyson, cria das categorias de base do clube, marcou quatro gols na final, dos cinco totais na vitória por um placar de 5 a 2, levando o ABC à conquista do primeiro título no seu estádio. No final do mesmo ano a equipe conseguiu o acesso à Série B, a qual não disputava havia 6 anos, acesso que veio diante do Bragantino no Estádio Frasqueirão com gol marcado por Wallyson, e assim escrevendo seu nome na história do clube. No outro ano o alvinegro potiguar conseguiu o bicampeonato estadual no Frasqueirão ao empatar em 2 a 2 com o Potiguar.
No dia 20 de novembro de 2010, o ABC conquistou o título mais importante da sua história , ao sagrar-se campeão Brasileiro de Futebol da Série C.
O ABC chegou à segunda fase da competição como líder do Grupo B com três vitórias, três empates e duas derrotas. Na quartas de final o time alvinegro enfrentou o Águia de Marabá , vencendo o primeiro jogo por 1 a 0 com gol marcado por Claudemir e, no jogo da volta em Natal, o ABC saiu com a vitória por 3 a 1 com gols marcados por Leandrão, Jackson e novamente Claudemir, com 16.150 pessoas presentes e se tornando o maior público do Frasqueirão. Na semifinal enfrentou o Salgueiro onde no primeiro jogo os times empataram em 1 a 1 com gol marcado por Jackson, na volta o ABC venceu o time pernambucano por 2 a 0, os dois gols marcados por Leandrão.
Na final o ABC enfrentou o Ituiutaba (hoje Boa Esporte) que havia eliminado o Criciúma empatando os dois jogos em 1 a 1. No primeiro jogo realizado em Uberlândia no Parque do Sabiá com apenas 879 pessoas presentes, o ABC venceu o time mineiro por 1 a 0 com gol de Cascata marcado aos 26 minutos do segundo tempo, com isso o time alvinegro voltava para casa com a vantagem de um empate.
No Frasqueirão com 15.153 pessoas presentes, o terceiro maior público do estádio, o ABC precisava no mínimo um empate para ficar com o título, e foi o que aconteceu, o clube alvi-negro empatou em 0 a 0 com o Ituiutaba e assim se tornando o primeiro time do Rio Grande do Norte a ser campeão nacional.
O time que jogou essa partida foi: Welligton, Sueliton, Tiago Garça, Leonardo e Renatinho Potiguar; Basílio, Ricardo Oliveira (Éverton Cezar), Pio e Jackson (Claudemir);Cascata (João Paulo) e Leandrão. Esses jogadores, sob o comando do treinador Leandro Campos entraram para sempre na memória do torcedor abcdista.
Em 2014, o ABC realizou a sua melhor participação em Copas do Brasil, chegando até as quartas de final. Durante a campanha o alvinegro potiguar teve três treinadores: Roberto Fernandes, Zé Teodoro e Moacir Júnior. Na primeira fase o ABC enfrentou a Desportiva Ferroviária, sendo derrotado no primeiro jogo por 1 a 0, mas venceu jogando em casa por 4 a 1, com gols de Daniel Paulista (2), Beto e Somália. Na segunda fase, enfrentou o Atlético Goianiense, empatando, em casa, o primeiro jogo por 1 a 1, gol marcado por Xuxa; no jogo de volta o ABC venceu de virada o time de Goiás, com gols de Dênis Marques e João Henrique, se classificando para a terceira fase. Na terceira fase o adversário foi o Novo Hamburgo, o qual no jogo de ida o time potiguar venceu por 1 a 0, com gol de Rodrigo Silva; no segundo jogo o ABC foi surpreendido e acabou perdendo por 2 a 0, sendo eliminado da competição. O alvinegro só voltou à competição após o time gaúcho ser excluído por ter escalado um jogador irregular.
Com isso, o ABC conseguiu uma classificação inédita para as oitavas de final da Copa do Brasil. No sorteio, o time potiguar enfrentou o Vasco da Gama. No primeiro jogo, disputado no Rio de Janeiro, as equipes empataram em 1 a 1, levando a decisão para Natal, sendo João Paulo o autor do único gol do time potiguar. Na Arena das Dunas, o ABC conseguiu vencer, pela primeira vez na história, o time carioca, com o placar de 2 a 1 (gols de Madson e Marlon), jogo que teve o segundo maior público na Arena entre clubes, com 28 200 pessoas presentes. Nas quartas de final o ABC acabou duelou com o Cruzeiro, o atual campeão da primeira divisão(sagrou-se bicampeão ao fim do ano)e melhor time do Brasil na época. No primeiro jogo o time mineiro venceu por 1 a 0, enquanto no segundo o ABC fez história ao vencer, pela primeira vez, o Cruzeiro, numa virada por 3 a 2 (gols de Rodrigo Silva, Xuxa e Alvinho), mas não foi suficiente para classificar o time potiguar para as semifinais.

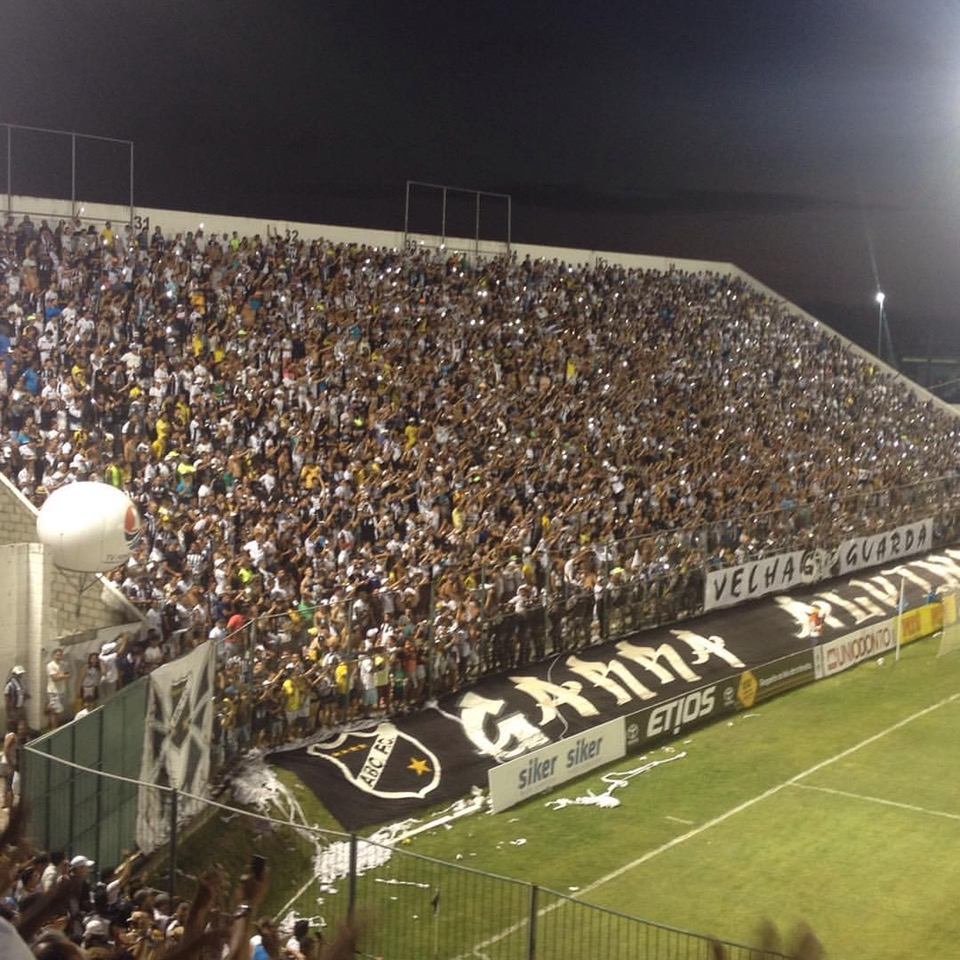
Torcida no Estádio. Foto tirada em Maio de 2016

Mesmo 2015 sendo um ano que para a torcida do Mais Querido deveria ser memorável em virtude de ser o ano do centenário do clube, acabou sendo um ano que o torcedor deveria esquecer. Com um começo ruim no Campeonato Potiguar que culminou na saída do técnico Roberto Fonseca, o torcedor pode ver com a chega de Josué Teixeira o time se reerguer na competição com nomes como Kayke, Leandro Amaro e Saulo e chegando a decisão diante do rival América de Natal. Porém, após um empate em 1 a 1 no Arena das Dunas a torcida viu em sua própria casa, o Frasqueirão, o alvirrubro vencer por 1 a 0 com gol de Flávio Boaventura, que havia jogado pelo ABC durante 2012 até 2014. Um ano que ainda terminou com o rebaixamento do Mais Querido para à Série C de 2016.
Judas Tadeu, que já havia sido presidente do clube, se candidatou para a presidência do ABC com a chapa Salve O Mais Querido e com 614 votos foi reeleito presidente para o triênio 2016/2018.
| “ | Estou em vantagem. A partir de agora, o ABC precisa da verdadeira união que se falou tanto. Naquele primeiro momento, o consenso não foi possível, mas agora é um mandato eleito pelo sócio. Um mandato legítimo. Vamos administrar o ABC com muita raça, com muito carinho, mas acima de tudo pedir para os nossos adversários que, de uma vez por todas, precisamos de união agora. Sabemos que foi complicado o período da eleição. O ABC precisa de união para recuperar o caminho das vitórias. Isso é o mais importante | ” |

Logo após ser eleito, Judas anunciou o ex-zagueiro Narciso como técnico do ABC para a temporada de 2016. Ainda anunciou a renovação com o volante Márcio Passos, que havia sido contratado em 2015, porém devido a um atraso na documentação acabou não sendo regularizado a tempo, além da renovação do volante, ABC contratou o experiente Lúcio Flávio para ser o camisa 10 do time. Mas novamente o Mais Querido veria o time começar mal a temporada com um péssimo começo no Campeonato Potiguar e uma eliminação precoce na Copa do Nordeste que resultaria na demissão de Narciso do comando técnico que era muito criticado por parte da torcida. Para seu lugar a diretoria apostou na experiência de Geninho para o reerguer o ABC na temporada. Reerguimento esse que veio no segundo turno do Campeonato Potiguar com nomes poucos conhecidos se tornando destaque como Vaná, Nando e Jones Carioca, e do paraguaio Echeverría, com passagens por LDU e Olimpia, que aos poucos viria a se tornar xodó da torcida alvinegra. Na final do campeonato, o ABC viria a reencontrar novamente o rival América de Natal, que ocorria novamente um empate no Arena das Dunas em 3 a 3, mas que no segundo jogo no Frasqueirão viria a surpreender a todos com uma goleada histórica por 4 a 0 com gols marcados por Nando (2), Jones Carioca e Echeverría, e enfim quebrando um jejum de cinco anos sem vencer o Campeonato Potiguar e levando sua 53ª taça para casa.
Na Série C, mais especificamente na fase de grupos, chegou a surpreender principalmente ao torcedor abcedista com a boa campanha e vitórias importantes como a diante do Fortaleza no Castelão e se classificando para o mata-mata antecipadamente vencendo o River-PI, em jogo que contou com Echeverría, Jones Carioca, Anderson Pedra (que viera por indicação de Geninho, com quem havia trabalhado no Sport), Cleiton (aposta da diretoria após se destacar pelo Alecrim) e o goleiro Edson (que chegou ao clube para repor a saída do titular Vaná, contratado pelo futebol português). Na segunda fase o Mais Querido teve pela frente o Botafogo de Ribeirão Preto, no primeiro jogo no Estádio Santa Cruz o time potiguar levaria o melhor com um empate em 0 a 0 levando a decisão do acesso para Natal no Frasqueirão, e diante de 14.974 pessoas pode ter o tão desejado acesso após vencer o time paulista por 1 a 0 com gol de Erivélton. Nas semifinais enfrentou o Guarani sonhando com o bicampeonato da Série C, no primeiro jogo surpreendeu goleando o time de Campinas por 4 a 0, com gols de Lúcio Flávio (2) e Jones Carioca (2), mas seria surpreendido no Brinco de Ouro numa goleada de 6 a 0 que entraria para a história e assim ficando com o 3º lugar.
Na temporada seguinte o ABC sofreria com as perdas de Lúcio Flávio e Jones Carioca, que foram peças fundamentais na campanha do acesso para à Série B, mesmo com as saídas desses jogadores a diretoria do Mais Querido trouxe como principal reforço para o primeiro semestre o meia Gegê vindo do Botafogo, além dele, o zagueiro Oswaldo foi contratado por indicação do técnico Geninho. No Campeonato Potiguar o alvinegro chegou a decisão do primeiro turno, mas acabou derrotado pelo Globo, porém no segundo turno diante do Potiguar de Mossoró foi campeão, e assim, decidindo o título do estadual contra o Globo. Em Ceará-Mirim no Barrettão com gol de Echeverría o ABC saiu vitorioso por 1 a 0 e levando a vantagem para decidir o título em casa, no Frasqueirão após empatar em 0 a 0, o Mais Querido conquistou o bicampeonato e o 54º título estadual de sua história.
Já na Série B, o ABC teve um bom começo, tendo resultados expressivos, entre eles o empate diante do Internacional em pleno Estádio Beira-Rio, com gol marcado por Adriano Pardal e tendo até chances de sair com a vitória no Rio Grande do Sul. Porém o time alvinegro acabou tendo uma queda de rendimento e uma sequência de resultados ruins que culminaram na entrega do cargo técnico de Geninho, mesmo com o pedido da diretoria da sua permanência. Ao longo da sua passagem vitoriosa pelo Alvinegro, foi bicampeão do Campeonato Potiguar, conquistou um acesso à Série B e esteve a frente do time em 85 jogos.
| “ | Eu tomei uma decisão hoje, talvez uma das decisões mais difíceis que eu tomei na minha vida. Passei uma noite praticamente sem dormir. Conversando com familiares, conversando com amigos, para que eu pudesse ter uma luz, pudesse tomar uma decisão, que eu achava que não era uma que eu queria, mas era necessária. É realmente com muita tristeza que eu cheguei hoje de manhã e comuniquei à diretoria do ABC que eu estaria fora. | ” |

Para seu lugar foi contratado o técnico Márcio Fernandes com passagens pelo futebol paulista, mas sua passagem por Natal não seria longa, após uma longa sequência de derrotas foi demitido tendo estado a frente do comando do ABC em um mês. Após rodadas em buscar de um novo técnico e sob o comando do interino Ranielle Ribeiro, Itamar Schülle foi contratado com a missão de livrar o Mais Querido do rebaixamento para à Campeonato Brasileiro de Futebol de 2018 - Série C de 2018, sua passagem foi marcada pelas chances dadas pelo técnico aos jogadores vindos das categorias de base do clube, entre eles o zagueiro Tonhão, o meia Fessin e os atacantes Berguinho e Matheus. Mas acabou entregando o cargo de técnico após várias rodadas a frente do time. Para o restante da Série B, a diretoria optou por seguir com o técnico interino Ranielle Ribeiro que está no clube desde 2007 atuando como preparador físico. Com a má campanha na competição, o clube acabou por sofrer com uma crise financeira e atrasando salários dos jogadores que optaram por entrar em greve e se recusar a entrar em campo no jogo contra o Londrina que causaria W.O., porém Erivélton, cria da base alvinegra foi um dos líderes que quebraram a greve e junto de outros 12 jogadores se reapresentaram aos treinos no ABC, segundo o vice-presidente do clube, Rui Barbosa.
| “ | Erivélton disse tudo que nós queríamos. As palavras de Erivélton foram exatamente essas, que nasceu nas bases do ABC, que precisa do ABC e que a família dele, o bairro onde ele mora, em todo canto, os abecedistas pedem que eles entrem em campo. Então é uma questão de responsabilidade e que foi ratificada por todos os outros presentes, nenhum se opôs ou levantou mais nenhum problema, porque também houve, da minha parte, esse compromisso de olhar a situação de cada um, e vamos trabalhar junto com eles. | ” |

Diante do Londrina pela Série B, o time superou a crise vivida e venceu por 3 a 0 a partida. Sob o comando de Ranielle Ribeiro, tendo como líderes Edson, Guedes, Dalberto e principalmente, os jogadores das categorias de base do Mais Querido, entre eles, Erivélton, Matheus, Tonhão, Fessin, Berguinho e Arêz o time demonstrou reação nas últimas rodadas do campeonato, porém, não foram suficiente para livrar o ABC do rebaixamento para a Série C de 2018.
Após o ano de 2018 sem muito protagonismo, a equipe alvinegra começa 2019 com o novo presidente Fernando Suassuna, o Mais Querido começa a temporada de 2019 com otimismo e ânimo renovados, e continuou com Ranielle Ribeiro como treinador, que viria a sofrer um drama, pela morte de sua esposa. O ABC começa a temporada de 2019 razoavelmente, porém com eliminação na primeira fase da Copa do Nordeste, e o amargo vice-campeonato do Estadual de 2019, vencido pelo rival América, por 2x1, no Arena das Dunas. O ABC começou a Série C muito mal, e Ranielle Ribeiro se despede do comando alvinegro, depois de quase dois anos. Após isso, o ABC caiu para a Série D do Campeonato Brasileiro de 2020, divisão onde o clube potiguar nunca tinha jogado. Em 2023, o time disputou a Série B do Campeonato Brasileiro, mas acabou rebaixado para a Série C.

## Símbolos

### Escudo
De acordo com o estatuto do clube, o símbolo máximo do alvinegro potiguar é constituído em sua maior parte nas cores preta e branca, que são as suas cores oficiais. O escudo é constituído de uma faixa transversal branca com os dizeres ABC F. C. e, tanto acima quanto a baixo, por regiões de cor preta, nas quais estão localizadas cinco estrelas. Quatro no canto superior esquerdo, as quais representam os campeonatos de futebol conquistados no ano de 1954 e uma estrela maior no canto inferior direito que simboliza a conquista do campeonato do futebol profissional no ano do sesquicentenário da Independência do Brasil. A estrela dourada sobre o escudo simboliza o título brasileiro da Série C conquistado em 2010 pelo clube alvinegro.

### Bandeira
A bandeira oficial do ABC, tem as cores no sentido horizontal, com três faixas, sendo as faixas superior e a inferior brancas e a do centro, preta, ficando o nome do clube em branco na faixa central da bandeira. Na faixa branca superior aparecem quatro estrelas amarelas localizadas à esquerda. Na faixa inferior branca, uma estrela maior no canto direito, lembrando as estrelas do escudo.

### Hino
Foi composto em 1962 por Claudiomiro Batista de Oliveira (o Dozinho) por sugestão de José Cortez Pereira e Aldo Medeiros. O frevo-canção "O mais querido" tornou-se a canção preferida dos torcedores alvinegros nos campos de futebol e rádios, embora já existisse o hino oficial escrito e composto em 1916. "O mais querido" foi gravado também em 1962, em LP, na fábrica Rozemblit, em Recife, pelo cantor pernambucano Claudionor Germano.
Dozinho é ainda o autor dos hinos do América de Natal (Salve, o América), produzido em 1956, na gestão do presidente Humberto Nesi, e do Alecrim (1980), na administração do presidente João Bastos Santana. São também de sua autoria os hinos do Lyons Club de Natal e do Automóvel Clube Potiguar.

### Mascote
O mascote do ABC é o elefante. Até o final da década de 90 o alvinegro não possuía um mascote oficial, mas os torcedores e a imprensa potiguar acabaram, elegendo o paquiderme por representar a robustez do clube natalense. Ademais, o animal foi escolhido pois o território do estado do Rio Grande do Norte tem um formato parecido com a silhueta de um elefante. Porém, durante a gestão do Presidente Judas Tadeu Gurgel (não se sabe precisamente em que ano), o elefante foi oficializado como mascote do clube. Em 2010, o Departamento de Marketing do ABC, seguindo o receituário de Flamengo e Santos, "deu vida" ao mascote, criando os personagens Fantão e Fantinho, que fazem a alegria da torcida nas preliminares e nos intervalos dos jogos.

## Sedes e estádio

### Estádio Frasqueirão
Sua estrutura possui:
- Dimensão do gramado: 105m x 68m;
- Capacidade: 18.000 torcedores;

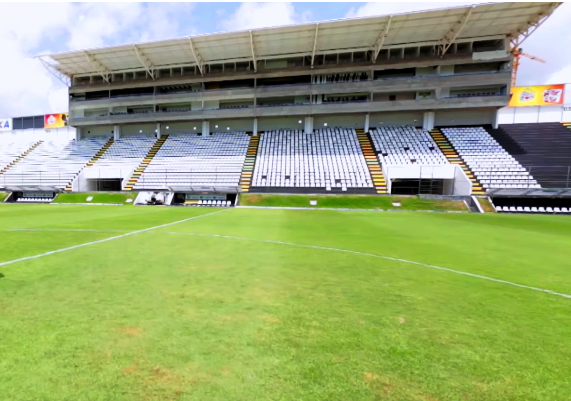
Estádio Maria Lamas Farache

- Conta com 16 camarotes e dois elevadores;
- Praça de Alimentação;
- Loja de Produtos Oficiais.

Localizado na Rota do Sol, mais precisamente no bairro de Ponta Negra, região nobre da cidade de Natal, o estádio do ABC ocupa 25.000 m² de um total de 110.000 m² da Vila Olímpica Vicente Farache.
Com capacidade para 18.000 torcedores, o Estádio Maria Lamas Farache, também conhecido como Frasqueirão, foi inaugurado no dia 22 de janeiro de 2006 em uma partida amistosa realizada entre ABC e Alecrim, tendo esta terminado em um empate por 1 x 1, com gols de Da Cunha para o Alecrim, sendo este o primeiro gol oficial do estádio, e Kel para o ABC.
Construído em módulos, quatro ao todo, foi inaugurado com apenas dois deles concluídos, exatamente os dois maiores, o módulo I, que abriga o setor de cadeiras, camarotes, cabines de imprensa, praça de alimentação e loja de produtos do clube, contando ainda com dois elevadores, e o módulo II, que também conta uma área com bares e lanchonetes.
Um pouco mais de um ano depois, no dia 29 de janeiro de 2007, foi inaugurado o módulo III, em um amistoso interestadual diante do Campinense/PB, que acabou empatado em 1 a 1. Por fim, a conclusão do estádio aconteceu com a construção do módulo IV, chamado de “Módulo Wallyson”, já que foi viabilizado com o dinheiro da venda do atacante Wallyson para o Atlético/PR. Na inauguração, no dia 5 de março de 2008, empate em 1 a 1 com o Madureira/RJ, pela Copa do Brasil.
Seu recorde de público na partida final do Campeonato Potiguar de 2010, realizada entre ABC e Corintians de Caicó. Neste jogo estiveram presentes nada menos que 17.857 pessoas, dos quais 16.150 representavam o público pagante.

### Centro de Treinamento Alberi Ferreira de Matos

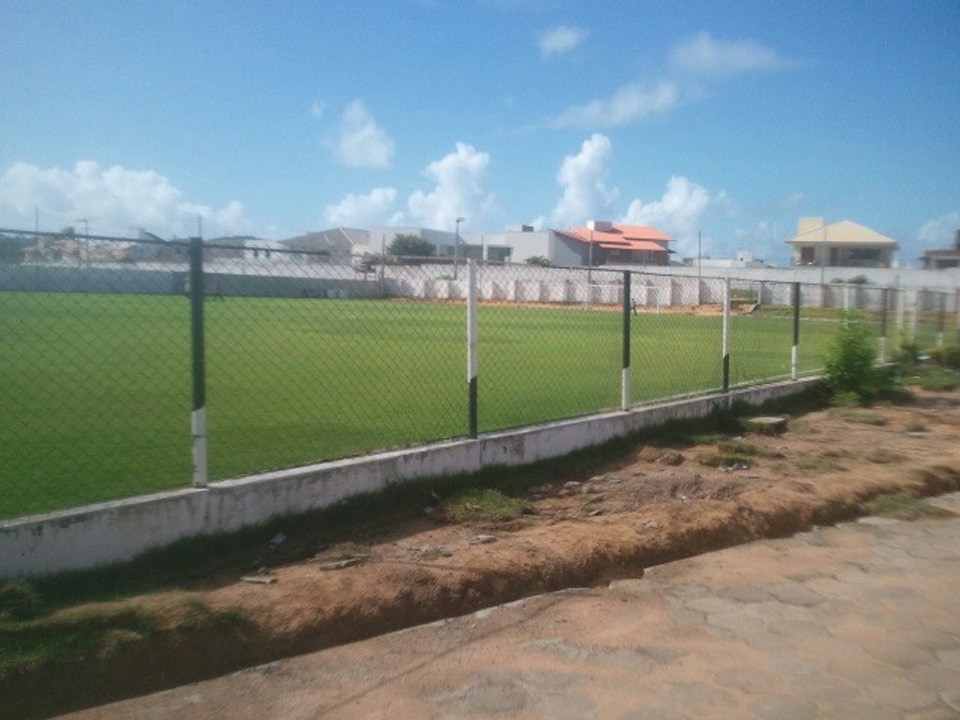
Centro de Treinamento do ABC.

Fica próximo das dependências do Estádio Frasqueirão onde se compõe em seu espaço para seus atletas Profissionais, bem como:
- Campo oficial de treinamento (100m x 65m), com arquibancada para torcedores;
- Concentração Jorge Tavares de Morais:
- 14 apartamentos duplos com TV, ar-condicionado e frigobar;
- Auditório / Sala de preleção;
- Refeitório;
- Departamento Médico (Sala da Fisioterapia e consultório médico);
- Departamento de Futebol;

- CTFIS-ABC José Prudêncio Sobrinho:
- Departamento de Preparação Física e Fisiologia;
- Academia;
- Sala de aquecimento;

- Piscina;
- Rampa para trabalho de força;

## Títulos
| Honrarias          | Honrarias                          | Honrarias | Honrarias |
|                    | Competição                         | Títulos   | Temporadas |
| ------------------ | ---------------------------------- | --------- | --- |
| 10                 | Maior campeão estadual consecutivo | 1         | 1932 a 1941 (decacampeão) |
| Nacionais          |                                    |           | |
|                    | Competição                         | Títulos   | Temporadas |
|                    | Campeonato Brasileiro - Série C    | 1         | 2010 |
| Estaduais          |                                    |           | |
|                    | Competição                         | Títulos   | Temporadas |
|                    | Campeonato Potiguar (recordista)   | 57        | 1920, 1921, 1923, 1925, 1926, 1928, 1929, 1932, 1933, 1934, 1935, 1936, 1937, 1938, 1939, 1940, 1941, 1944, 1945, 1947, 1950, 1953, 1954, 1955, 1958, 1959, 1960, 1961, 1962, 1965, 1966, 1970, 1971, 1972, 1973, 1976, 1978, 1983, 1984, 1990, 1993, 1994, 1995, 1997, 1998, 1999, 2000, 2005, 2007, 2008, 2010, 2011, 2016, 2017, 2018, 2020 e 2022 |
|                    | Torneio Início                     | 34        | 1927, 1928, 1930, 1931, 1935, 1936, 1937, 1938, 1939, 1940, 1941, 1942, 1944, 1945, 1946, 1950, 1951, 1954, 1957, 1958, 1960, 1962, 1963, 1965, 1967, 1973, 1978, 1980, 1983, 1990, 1992, 1993, 1994 e 1998 |
| Turnos do Estadual |                                    |           | |
|                    | Competição                         | Títulos   | Temporadas |
|                    | Taça Cidade do Natal               | 9         | 1971**,1976**,1978,1981**, 1983, 1984, 1990, 2010 e 2012 |
|                    | Copa RN                            | 8         | 2008, 2011 , 2015 , 2016, 2017, 2018, 2020 e 2021 |
|                    | Copa Cidade do Natal               | 4         | 2018, 2019, 2020 e 2022 |
| TOTAL              |                                    |           | |
|                    | Títulos oficiais                   | 114       | 1 Nacional, 113 Estaduais |

** Edições como competição independente.
 Campeão Invicto
- Torneio Rio Grande do Norte - Pernambuco: 1955, 1968, 1970
- Torneio Paraíba - Rio Grande do Norte: 1983
- Torneio Jubileu de Ouro Juvenal Lamartine: 1978
- Torneio Jornalista Assis de Paula: 1995
- Troféu Mercosul Danilo Menezes (ABC 2 x 1 Boca Juniors/ARG): 2010
- Taça 70 Anos da Federação do Comércio: 2009
- Taca  da Paz: 1998
- Torneio Festivo /RN 1970
- Torneio Presidente Médici-RN/1970
- Torneio Seletivo - Brasileiro-2ªdivisao -  1971
- Torneio Mercawiss- 1955
- Torneio Municipal de Natal (RN) – 1955
- Torneio Relâmpago (RN) – 1946
- Torneio Brasília (RN) – 1960
- Torneio Quadrangular de Natal (RN) – 1962
- Torneio Olavo Bilac (RN) - 1969
- Torneio Estadual Potiguar – 1974
- Torneio Acern (RN) – 1958
- Torneio Taça Chile – 1937
- Torneio Juvenal  Lamartine /RN.  1928
- Torneio  Jose Alencar /CE. 1929
- Torneio Ecohouse -   2013

### Consecutivos
- 1 Decacampeonato Potiguar: 32/33/34/35/36/37/38/39/40/41
- 1 Pentacampeonato Potiguar: 58/59/60/61/62
- 2 Tetracampeonatos Potiguar: 70/71/72/73 e 97/98/99/2000
- 3 Tricampeonatos Potiguar: 53/54/55, 93/94/95 e 2016/17/18
- 7 Bicampeonatos Potiguar: 20/21, 25/26, 28/29, 44/45, 65/66, 83/84, 2010/2011

### Campanhas de destaque
| ABC                             | ABC            | ABC            | ABC               | ABC             | ABC |
| Torneio                         | Campeão        | Vice-campeão   | Terceiro colocado | Quarto colocado |     |
| ------------------------------- | -------------- | -------------- | ----------------- | --------------- | --- |
| Copa do Brasil                  | 0 (não possui) | 0 (não possui) | 0 (não possui)    | 0 (não possui)  |     |
| Copa do Nordeste                | 0 (não possui) | 1 (2010)       | 2 (2003), (2018)  | 1 (2023)        |     |
| Campeonato Brasileiro - Série B | 0 (não possui) | 0 (não possui) | 0 (não possui)    | 0 (não possui)  |     |
| Campeonato Brasileiro - Série C | 1 (2010)       | 1 (2022)       | 1 (2016)          | 1 (2007)        |     |
| Campeonato Brasileiro - Série D | 0 (não possui) | 0 (não possui) | 1 (2021)          | 0 (não possui)  |     |

#### Outras campanhas de destaque
- 5° Colocado na Copa do Brasil 2014
- 11° Colocado no Campeonato Brasileiro Série A: Taça Brasil-1960
- 12° Colocado no Campeonato Brasileiro Série A: Taça Brasil-1962
- 13° Colocado no Campeonato Brasileiro Série A: Taça Brasil-1961
- 7° Colocado no Campeonato Brasileiro Série B: 1991
- Vice-Campeão do Campeonato Potiguar: 1922, 1927, 1930, 1931, 1946, 1948, 1949, 1951, 1956, 1957, 1963, 1964, 1968, 1969, 1974, 1975, 1977, 1979, 1980, 1986, 1988, 1989, 1991, 1992, 1996, 2012, 2015, 2019, 2021, 2023, 2025
- Vice-Campeão da Taça Cidade de Natal: 1973, 1974, 1975, 2009 e 2012
- Vice-Campeão da Copa RN: 2006
- Vice-Campeão da Copa Cidade do Natal: 2014 e 2017
- Vice-Campeão da Serie B do Campeonato Potiguar (Participou Como Convidado): 2011

### Títulos das categorias de base
- Campeonato Potiguar Sub-20: 1997, 1998, 2003, 2004, 2007, 2009, 2010, 2011, 2013, 2016, 2019 e 2021
- Campeonato Potiguar Sub-17: 1997, 1999, 2000, 2007, 2011, 2012, 2013, 2014, 2016, 2017, 2022 e 2023
- Campeonato Potiguar Sub-15: 2009, 2010, 2017, 2018 e 2023
- Campeonato Metropolitano de Futebol União: 2016 e 2017

#### Campanhas de destaque
- Vice Campeão do Campeonato Potiguar Sub-20: 1996, 1999, 2000 e 2012
- Vice Campeão do Campeonato Potiguar Sub-17: 1996, 1998, 2001, 2004, 2005 e 2010

### Recordes
- Clube brasileiro que possui a maior quantidade de títulos estaduais—57 títulos homologados pela FNF.
- Clube com mais títulos oficiais de um mesmo torneio no mundo—Levando a alcunha de "Maior Campeão do Mundo" .
- Clube brasileiro que tem mais títulos estaduais consecutivos (Ao lado do América Mineiro)—dez campeonatos estaduais (de 1932 a 1941).
- Clube brasileiro que fez a mais longa excursão ao exterior—104 dias (de 25 de agosto de 1973 a 6 de dezembro de 1973 pela Europa, Ásia e África).
- Clube brasileiro que conquistou mais títulos no século (até 31 de dezembro de 2000)—47 títulos (Revista Placar de dezembro de 2007, que levou em consideração todas as principais competições disputadas pelos clubes brasileiros no século).
- Clube brasileiro que possui a maior invencibilidade em jogos de estreia de campeonatos estaduais – 52 anos de invencibilidade (de 1957 a 2008).

## Estatísticas

### Participações
|  | Participações em 2025 |

| Competição          | Competição            | Temporadas | Melhor campanha         | Estreia | Última | P | R |
| Rio Grande do Norte | Campeonato Potiguar   | 105        | Campeão (57 vezes)      | 1919    | 2025   |   | – |
|                     | Copa do Nordeste      | 19         | Vice-campeão (2010)     | 1994    | 2025   |   |   |
| Brasil              | Campeonato Brasileiro | 14         | 11º colocado (1960)     | 1959    | 1985   |   | – |
| Brasil              | Série B               | 23         | 7º colocado (1991)      | 1971    | 2023   | – | 5 |
| Brasil              | Série C               | 14         | Campeão (2010)          | 1988    | 2025   | 5 | 1 |
| Brasil              | Série D               | 2          | 3º colocado (2021)      | 2020    | 2021   | 1 |   |
| Brasil              | Copa do Brasil        | 26         | Quartas de final (2014) | 1991    | 2026   |   |   |

## Elenco atual
Última atualização: 15 de junho de 2025.
Legenda
- : capitão
- : juvenil

## Jogadores notáveis e ídolos
Grandes ídolos e jogadores tiveram uma passagem marcante pelo Mais Querido desde sua fundação em 1915.

### Artilharia
| Maiores Goleadores do ABC | Maiores Goleadores do ABC |
| ------------------------- | ------------------------- |
| 1. Jorginho               | 219                       |
| 2. Alberi                 | 210                       |
| 3. Paulo Izidro           | 104                       |
| 4. Ivan                   | 102                       |
| 5. Wallyson               | 99                        |
| 6. Xixico                 | 94                        |
| 7. Albano                 | 93                        |
| 8. Sérgio Alves           | 87                        |
| 9. Mota                   | 87                        |
| 10. Marinho Apolônio      | 82                        |

### Jogadores revelados
Jogadores revelados nas categorias de base do Mais Querido que obtiveram destaque no cenário nacional e internacional.
| - Ayrton Lucas - Edson | - João Paulo - Nêgo | - Rodriguinho - Wallyson | - Matheus Matias - Fessin |

## Treinadores
Grandes treinadores que obtiveram destaque em sua passagem pelo Mais Querido desde sua fundação em 1915.
- Ferdinando Teixeira – Por cinco vezes campeão estadual com o clube alvinegro (1984, 1995, 1999, 2007 e 2008) o treinador potiguar entrou para história do ABC. Em 2007 a equipe não estava bem no Estadual e em pleno Frasqueirão o alvinegro foi goleado por 5 a 0 pela equipe do ASSU, então Ferdinando assumiu o comando do time alvinegro e posteriormente conquista o 49º título estadual do clube abcedista em um jogo histórico onde o ABC goleia seu maior rival por 5 a 2 no estádio Frasqueirão. Série C de 2007 a difícil competição tinha 64 clubes, numa campanha emocionante que seguiu indefinida até o final o ABC conseguiu o acesso para Série B - 2008 vencendo o último jogo contra o então campeão Bragantino por 2 a 1 no Frasqueirão terminando em 4° lugar no quadrangular final do campeonato, assim o ano de 2007 ficou eternizado na história do ABC e conhecido como "O Ano da Virada".
- Geninho - Chegou em fevereiro de 2016 ao comando do ABC com a missão de reerguer o clube após um ano de péssimos resultados que culminaram no rebaixamento do time à Série C.[30] Foi responsável por tirar o Mais Querido do jejum de cinco anos sem vencer o Campeonato Potiguar após vencer o rival América de Natal por 4 a 0 dentro do Frasqueirão.[33][56] Se consagrou no comando alvinegro após conquistar o acesso à Série B após bater o Botafogo-SP por 1 a 0 em Natal.[38] Em 2017 completou um ano a frente do ABC, alcançando a marca de 35 jogos consecutivos sem perder no Frasqueirão, a maior já alcançada pelo Alvinegro em seu estádio, e ainda foi bicampeão potiguar vencendo o Globo na final, mas no mesmo ano em virtude de péssimos resultados na Série B entregou seu cargo e assim encerrou seu ciclo dentro do clube. Geninho comandou o Mais Querido em 85 jogos.[44][57][58]
- Leandro Campos – Um dos mais vitoriosos treinadores da história do futebol potiguar, Leandro Campos chega ao ABC em 2010 no início do segundo turno do campeonato potiguar, levando o clube a conquista invicta do turno e consequentemente à final do campeonato, vencendo a final contra a equipe do Corintians de Caicó por um placar total de 6 a 3. Na Série C, fez história ao conquistar o primeiro título de nível nacional do futebol potiguar levando o ABC a conquista do Campeonato Brasileiro da Série C de 2010. No mesmo ano com uma grande campanha levando o ABC ao vice-campeonato do "Nordestão 2010". No ano de 2011, vive situação curiosa, ao perder a final do primeiro turno diante do Santa Cruz-RN, Leandro acaba entregando seu cargo de treinador no clube, porém voltando uma semana após a decisão, pois o ABC não havia conseguido sucesso na contratação do seu substituto, assim acabando aceitando o pedido da diretoria alvinegra para o seu retorno. Conquista novamente de forma invicta o segundo turno, chegando a mais uma final de campeonato, novamente contra o Santa Cruz-RN, dessa vez vencendo por um placar total de 3 a 2, levando o Mais Querido ao 52º título estadual de sua história. Na Série B, com uma irregular campanha, novamente entrega seu cargo de treinador após derrota na décima sexta rodada. Sendo substituído pelo treinador Guto Ferreira, que não conseguiu reverter a situação, logo sendo demitido com a pressão da torcida. Pouco tempo após, Leandro Campos volta ao ABC, aceitando um novo pedido e sendo bem aceito de volta pelo torcedor, dessa vez melhorando a campanha do ABC, terminando o campeonato em 10º colocado.
- Roberto Fernandes - Roberto Fernandes fez história no alvinegro ao fazer um incrível campanha que tirou o time da zona de rebaixamento após 26 rodadas e garantindo a permanência do Mais Querido na Série B de 2014 e atingindo uma marca histórica de cinco vitórias seguidas na competição. Roberto Fernandes ainda conseguiu vitórias importantes contra grandes adversários como Palmeiras (3 a 2) e Chapecoense (2 a 0). A permanência veio numa vitória por 1 a 0 diante do Avaí, o gol marcado pelo meia Erick Flores. Roberto Fernandes ficou no ABC até 2014 quando foi demitido após um início irregular na temporada.
- Moacir Júnior - A primeira passagem de Moacir pelo ABC foi em 2014, quando venceu o Cruzeiro, atual campeão brasileiro, mas não conseguiu avançar de fase na Copa do Brasil. Voltou ao Alvinegro em 2021, após a demissão do técnico Silvio Criciúma, e conquistou resultados expressivos no Mais Querido. Foi campeão da Copa RN após empatar com o Santa Cruz de Natal, vice-campeão do Campeonato Potiguar, e conquistou o acesso à Série C após golear o Caxias por 3 a 0 no Frasqueirão. Conquistou, ainda, a Copa Cidade do Natal em 2022 e foi demitido após uma sequência de resultados ruins, sendo o estopim a eliminação para o Altos na Copa do Brasil.
- Vicente Farache – Vicente foi o treinador que comandou o time alvinegro em seu histórico decacampeonato em 1932, 1933, 1934, 1935, 1936, 1937, 1938, 1939, 1940, 1941. E deu nome ao complexo esportivo do ABC.

## Futsal
O ABC/Art&C Futsal é um clube de futsal brasileiro da cidade de Natal, Rio Grande do Norte. Fundado em 2004, é uma das principais equipes da modalidade no Brasil.

### História
O projeto "ABC/UnP/Art&C" começou a ser implementado no final de 2004 pelo jornalista Rubens Lemos Filho, torcedor e conselheiro do ABC Futebol Clube. No início de 2005, a Art&C Comunicação Integrada, uma das principais agências de publicidade do Rio Grande do Norte, foi a primeira empresa a acreditar na proposta de desenvolver o futsal alvinegro e levá-lo a ficar entre os melhores do Brasil.
O ABC, então, montou um time competitivo e surpreendeu os adversários ao ser campeão da fase eliminatória Nordeste da Taça Brasil de Futsal, realizada em Natal, no mês de fevereiro. Esta conquista foi seguida pelo título da Copa TV Cabugi de Futsal e da etapa Nordeste do Campeonato de Seleções, no qual o alvinegro representou o Rio Grande do Norte. No mesmo ano, ainda retomou a hegemonia no Campeonato Estadual, batendo o arqui-rival América, e foi segundo colocado na Liga Nordeste, caindo diante do Moita Bonita (SE).
O ABC/UnP/Art&C também viveu momentos de glória em 2006 e hoje aparece entre os melhores times de futsal do Brasil. O Mais Querido entrou definitivamente para a elite quando surpreendeu os favoritos do Sul e Sudeste na Taça Brasil, realizada no Rio Grande do Norte, em março de 2006. Chegou à final e por pouco não venceu a Malwee/Jaraguá (SC), time que tem o maior número de jogadores da seleção brasileira, entre eles o craque Falcão, eleito o melhor do mundo na modalidade.
A consolidação da trajetória promissora do ABC UnP/Art&C veio em dezembro do mesmo ano, com mais uma final contra a Jaraguá, desta vez na Superliga de Futsal, realizada no Ceará. Antes, o time alvinegro faturou a Copa Mult!TV e o bicampeonato estadual, derrotando Macau na grande final; e acabara com o vice-campeonato da Liga Nordeste, perdendo a decisão para o Afagu/Russas (CE).
Em 2007, a saga do ABC UnP/Art&C teve continuidade com dois títulos em casa, com o apoio da Frasqueira. A primeira conquista foi do Circuito Nordeste de Clubes, superando equipes como Universo (PE), Afagu/Russas (CE) e COPM (PB). Depois, foi campeão da primeira edição da Taça RN, vencendo o arqui-rival América na decisão.
Em 2009, o time passa a se chamar ABC/Art&C Futsal, com a saída do patrocinador UNP.

### Títulos

#### Regionais
- Taça Brasil de Futsal - etapa Nordeste: 3 (1991, 2005 e 2009)
- Copa Nordeste de Seleções: 1 (2005)
- Circuito Nordeste de Clubes: 1 (2007)
- Desafio NE: 1 (2009)
- Copa Nordeste de Seleções: 1 (2005)
- Copa Nordeste: 2 (1998 e 2007)
- Liga do Nordeste: 1 (2010)

#### Estaduais
- Campeonato Potiguar de Futsal: 14 (1958, 1964, 1968, 1979, 1980, 1981, 1990, 1992, 2005, 2006, 2007, 2008, 2009 e 2010)
- Copa RN de Futsal: 3 (2007, 2008 e 2009)

#### Outras participações importantes
- Taça Brasil de Futsa]: vice-campeão (2006), terceiro colocado (2009)
- Superliga de Futsal: vicecampeão (2006)

## Torcidas organizadas
- LATA da Frasqueira;
- Torcida Garra Alvinegra;
- Torcida Organizada Camisa 12;
- Movimento 90 (Barra Brava);
- Torcida Os ABCervejas;
- Movimento Organizado Twitteiros ABCdistas;
- Torcida Independente;
- Torcida Loucos da Frasqueira;
- Torcida Os Metralhas Alvinegros.